# Takashi Murakami
Takashi Murakami (jap. 村上 隆 Murakami Takashi; ur. 1 lutego 1962 w Tokio) – artysta japoński zajmujący się zarówno malarstwem, jak i komercyjnymi mediami cyfrowymi. Takashi Murakami jest niekiedy nazywany „japońskim Warholem”.

## Życiorys
Studiował na Tokijskim Uniwersytecie Sztuki (Tōkyō Geijutsu Daigaku), gdzie początkowo zajmował się tradycyjną sztuką japońską nihonga. Studia ukończył w 1986 roku, a w 1993 roku obronił doktorat.
Pierwsze prace Murakamiego nawiązywały do otaku, odwołując się do mangi i anime, zestawiając to z amerykańską kulturą. W późniejszych latach odwoływał się do motywów obecnych w kulturze azjatyckiej — japońskiej. Jednym z jego najsłynniejszych dzieł jest postać Mr. DOBa.
W 1995 roku zadebiutował przed europejską publicznością podczas 46. Biennale w Wenecji pod hasłem Transculture.
W 1996 roku założył firmę Hiropon Factory, która przekształciła się w działającą aktualnie Kaika Kiki. Jego celem było stworzenie miejsca do promocji artystów i obrania nad nimi opieki i mecenatu.
Murakami współpracował z domami mody i projektantami m.in. Markiem Jacobsem, Virgilem Abloh'em, marką Louis Vuitton i Supreme. Stworzył także grafiki w tym okładkę dla albumu Graduation (2007) rapera Kanyego Westa.
W 2008 roku Takashi Murakami znalazł się w magazynie „Time” na liście „100 najbardziej wpływowych osób” jako jedyny artysta zajmujący się sztuką wizualną.

## Galeria

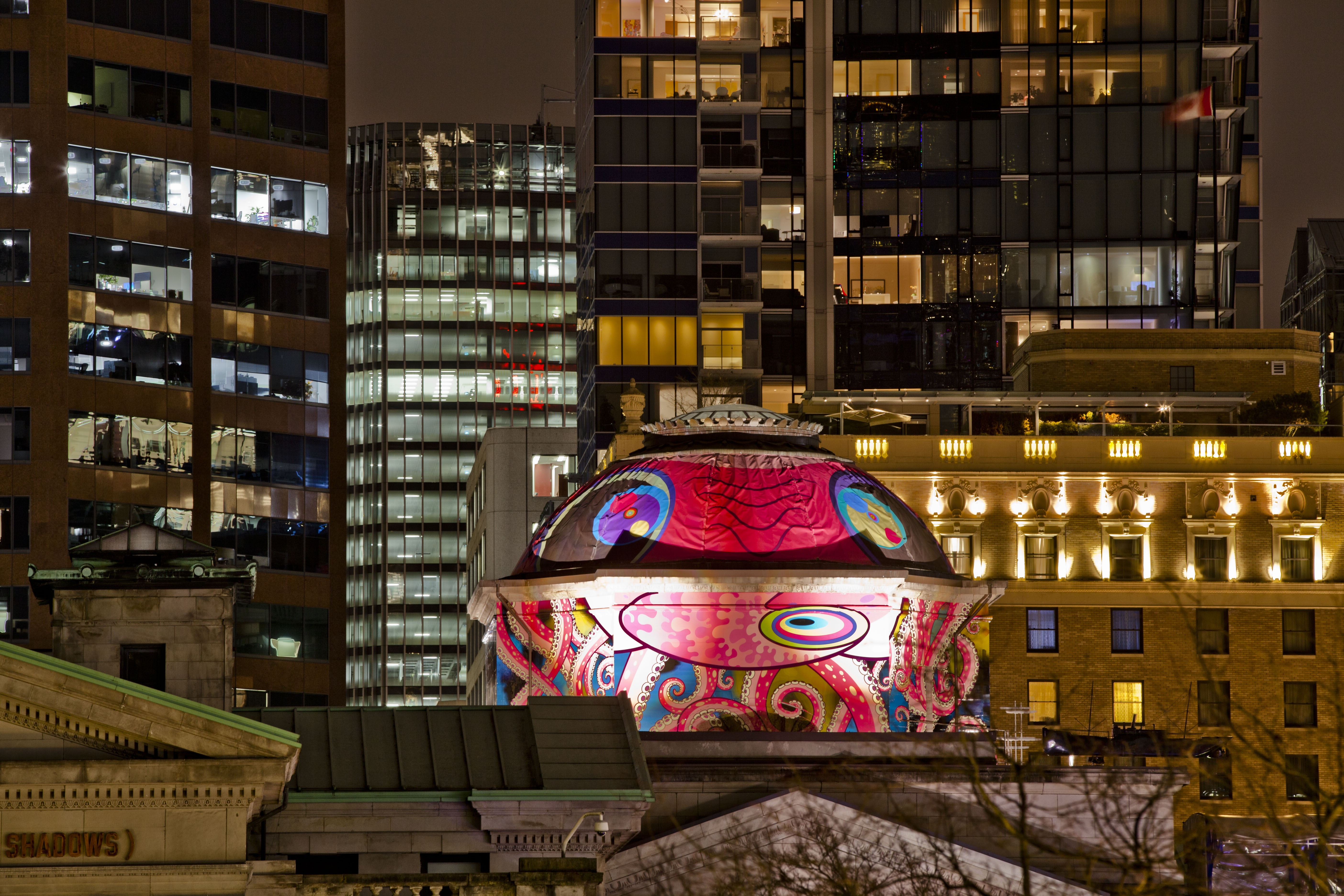
Takashi Murakami, Vancouver Art Gallery, „Ośmiornica zjada własną nogę”
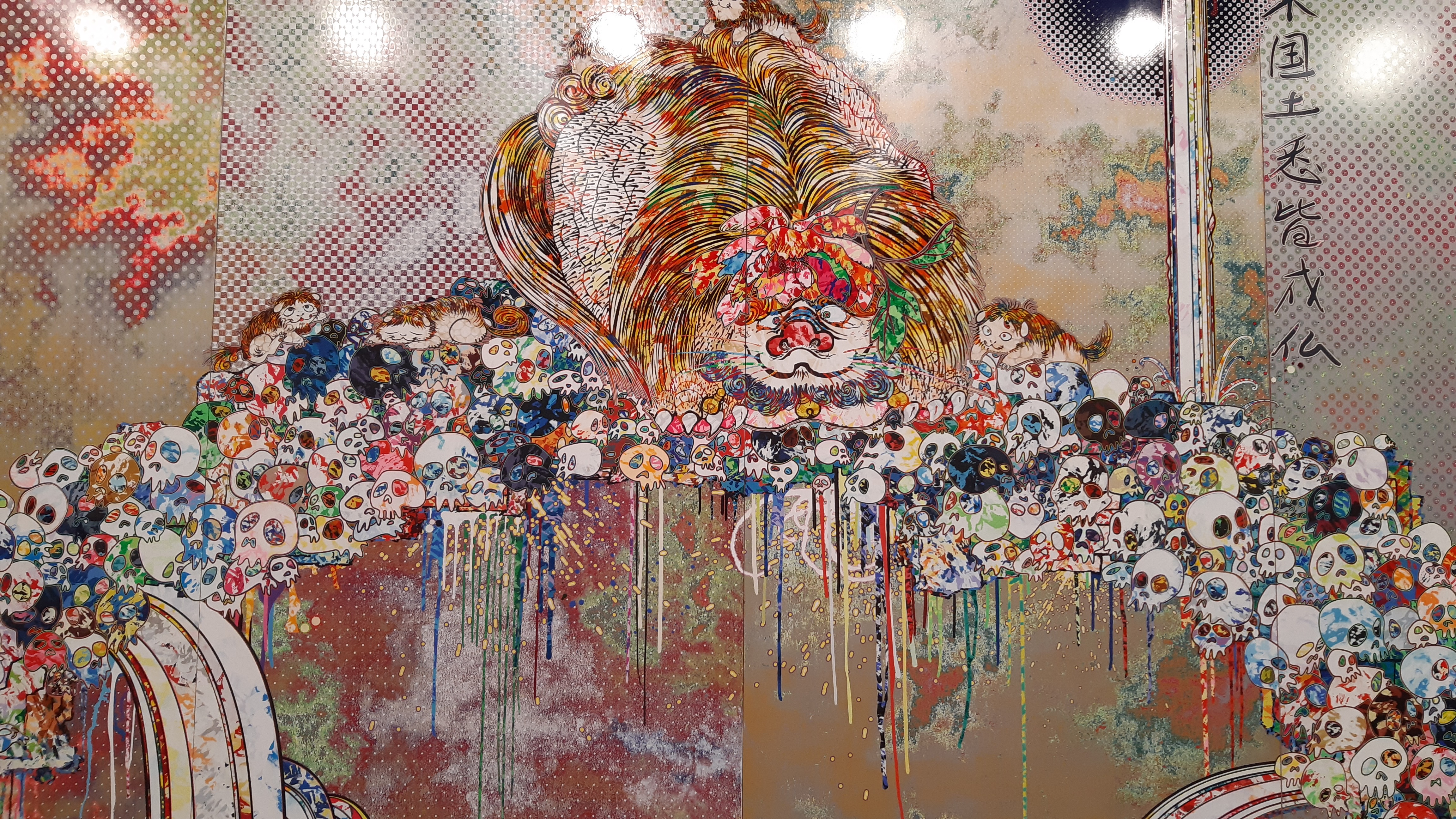
Takashi Murakami, „Kwiaty i czaszki”